# Eugenio Carmi
Pour les articles homonymes, voir Carmi.
Eugenio Carmi, né le 17 février 1920 à Gênes et mort le 16 février 2016 à Lugano, est un peintre et illustrateur italien.

## Biographie

Blason de la région de la Ligurie réalisé par Eugenio Carmi.

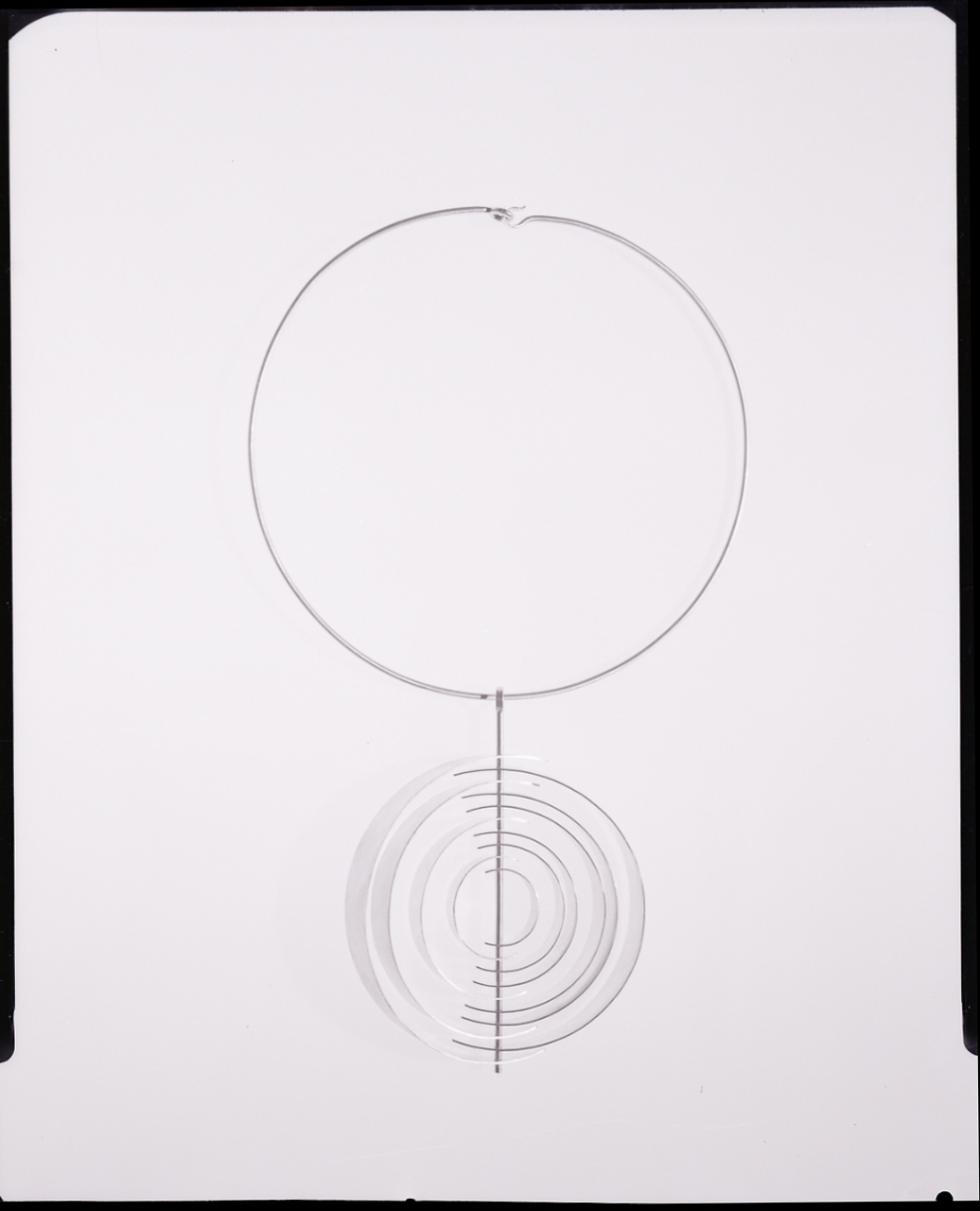
Collier conçu par Eugenio Carmi.

Né à Gênes en 1920, Eugenio Carmi s'installe en Suisse en 1938 à cause des Lois raciales fascistes de Benito Mussolini et obtient un diplôme de chimie à l'ETH de Zurich,. Il retourne en Italie après la guerre et étudie la peinture avec Felice Casorati et la sculpture avec Guido Galletti,.
Au début des années 1950, Eugenio Carmi abandonne le style informel et adopte une rigueur géométrique. Dans ses œuvres il utilise souvent des matériaux industriels comme l'acier et le fer soudé,.
Entre 1958 et 1965, Eugenio Carmi collabore avec l'entreprise sidérurgique Italsider (Ilva) en tant que responsable de l'image. En 1963, il  fonde avec Flavio Costantini et Emanuele Luzzati la coopérative d'artistes « Galleria del Deposito  »,,.
Considéré comme l'un des principaux représentants de l'abstractionnisme en Italie, Eugenio Carmi a illustré trois ouvrages d’Umberto Eco : La bomba e il generale, I tra cosmonauti, Gli gnomi di Gnù. Eugenio Carmi se définit comme un « fabricant d’images »,.

## Œuvres
- Arlon, musée Gaspar, Collections de l'Institut archéologique du Luxembourg : Signale imaginario sul bianco, lithographie, 70 × 50[4].
- Karlsruhe, Zentrum für Kunst und Medientechnologie[5].
- Milan, Museo del Novecento[6].
- Rome :
  - ministère des Affaires étrangères et de la Coopération internationale, Collezione d'arte contemporanea della Farnesina[7].
  - Galleria nazionale d'arte moderna.
- localisation inconnue :
  - Senza titolo 7, 1963[8].
  - Il mondo, 1992[8].
  - Il passato, il presente, il futuro, 2007[8].